# Wilsecker

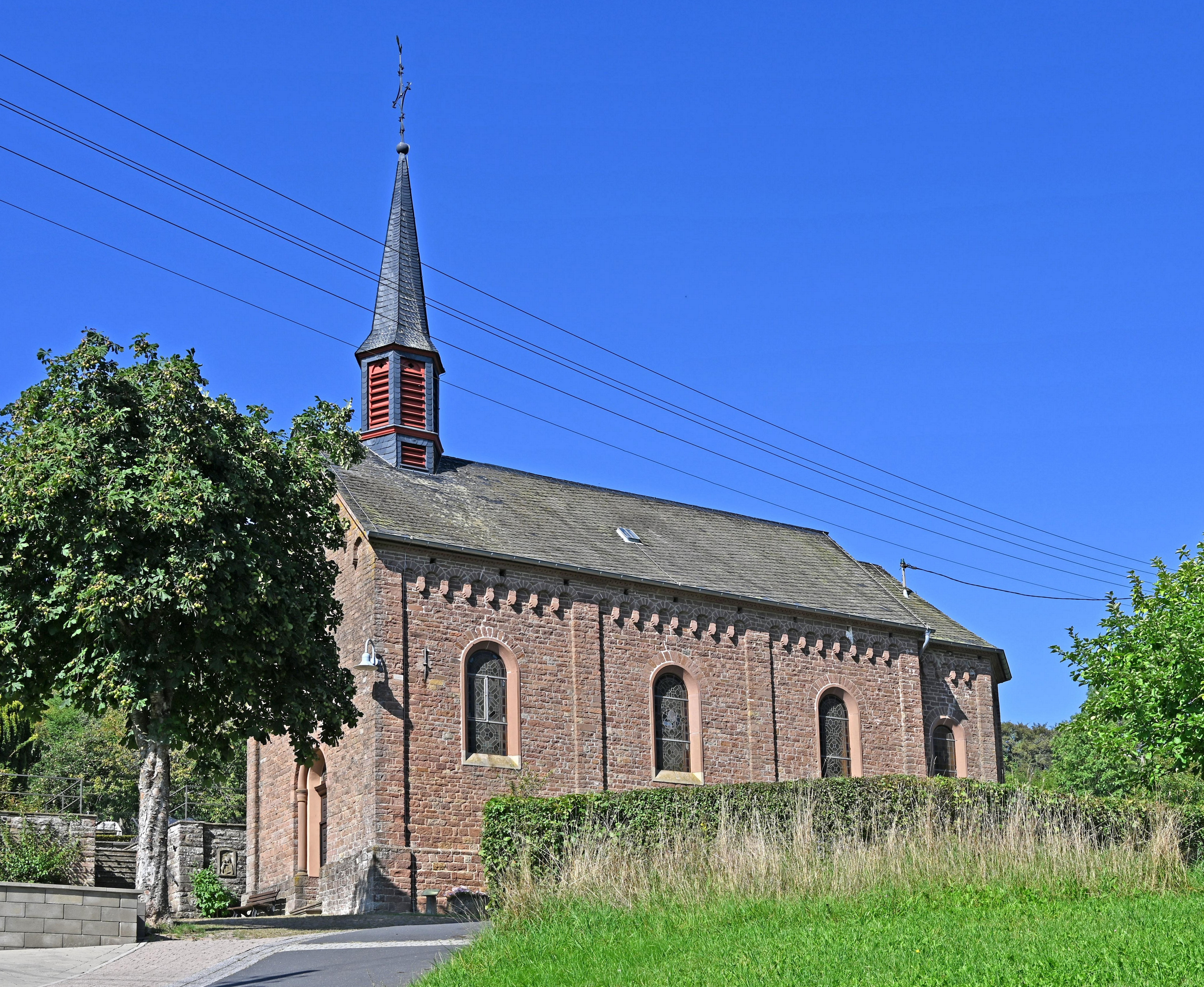
St. Nikolaus (Wilsecker) von Südwesten

Wilsecker ist eine Ortsgemeinde im Eifelkreis Bitburg-Prüm in Rheinland-Pfalz. Sie gehört der Verbandsgemeinde Bitburger Land an.

## Geographie
Die Ortsgemeinde liegt in der Eifel, etwa 1 km südlich von Kyllburg. Zu Wilsecker gehören auch die Wohnplätze Achterhof, Buchenhof, Haus Bertert, Heidhof, Nikolaushof und Zwengelshof.

## Geschichte
Für eine frühe Besiedelung des Gemeindegebietes spricht der Fund von zehn römischen Brandgräbern. Diese wurden 1908 und 1909 nordwestlich von Etteldorf ausgegraben. Das Rheinische Landesmuseum Trier verortete die Funde im 1. und 2. Jahrhundert n. Chr.
Der Ort wurde als „Willesacger“ erstmals 893 urkundlich erwähnt. 1563 umfasste die Ortschaft 10, 1684 sieben Feuerstellen.
Bis zum Ende des 18. Jahrhunderts gehörte der Ort zum Amt Kyllburg im Kurfürstentum Trier. Nach der Inbesitznahme des Linken Rheinufers (1794) und der Übernahme der französischen Verwaltungsstrukturen (1798) gehörte Wilsecker zur Mairie Kyllburg im gleichnamigen Kanton, der verwaltungsmäßig zum Arrondissement Prüm im Saardepartement gehörte.
Aufgrund der Beschlüsse auf dem Wiener Kongress kam die Region 1815 an das Königreich Preußen. Unter der preußischen Verwaltung gehörte Wilsecker zur Bürgermeisterei Kyllburg im 1816 neu errichteten Kreis Bitburg im Regierungsbezirk Trier.
Bevölkerungsentwicklung
Die Entwicklung der Einwohnerzahl von Wilsecker, die Werte von 1871 bis 1987 beruhen auf Volkszählungen.
| Jahr | Einwohner |
| ---- | --------- |
| 1815 | 196       |
| 1835 | 237       |
| 1871 | 258       |
| 1905 | 221       |
| 1939 | 230       |
| 1950 | 205       |
| 1961 | 193       |

| Jahr | Einwohner |
| ---- | --------- |
| 1970 | 220       |
| 1987 | 184       |
| 1997 | 186       |
| 2005 | 194       |
| 2011 | 183       |
| 2017 | 168       |

## Politik

### Gemeinderat
Der Gemeinderat in Wilsecker besteht aus sechs Ratsmitgliedern, die bei der Kommunalwahl am 9. Juni 2024 in einer Mehrheitswahl gewählt wurden, und der ehrenamtlichen Ortsbürgermeisterin als Vorsitzender.

### Bürgermeister
Marlene Burggraf wurde am 25. Juni 2019 Ortsbürgermeisterin von Wilsecker. Bei der Direktwahl am 26. Mai 2019 war sie mit einem Stimmenanteil von 76,92 % für fünf Jahre gewählt worden. Bei der Direktwahl am 9. Juni 2024 wurde sie als einzige Bewerberin mit 73,3 % für weitere fünf Jahre in ihrem Amt bestätigt.
Ihre Vorgängerin Edeltrud Hilden hatte das Amt 15 Jahre ausgeübt.

### Partnerschaft
Seit 2007 besteht eine Partnerschaft mit der „52 EMS Armament Flight“ Einheit der Airbase Spangdahlem. Der Wunsch nach einer Partnerschaft kam von amerikanischer Seite, um damit den amerikanischen Bürgern die deutsche Lebensart, Bräuche sprich Land und Leute näher zu bringen.

## Wappen
| Wappen von Wilsecker | Blasonierung: „Unter rotem Schildhaupt mit 3 goldenen Kugeln, in Gold ein rotes Rautenkreuz.“ |
| Wappen von Wilsecker | Wappenbegründung: Sehr früh ist auch eine Kirche in Wilsecker urkundlich belegt. Bereits im Prümer Güterverzeichnis von 1222 erwähnt sie Caesarius als „sita in uilla appellatur willesacger“, (gelegen in dem Ort, der Willesacer genannt wird). Patron der Kirche und des Ortes ist St. Nikolaus. Er führt als Attribut 3 goldene Kugeln. Das Geschlecht von Wilsacker/Wilsecker, so auch von Cono von Wilsacker 1356, führte als Wappenzeichen in Gold 5 (3:2) rote Rauten. |

## Kultur und Sehenswürdigkeiten

### Bauwerke
- Die heutige Kirche ist dem heiligen Nikolaus geweiht und wurde im Jahre 1862 eingeweiht. Eine Statue des Namenspatrons steht auf dem Altar. Dieser Altar stammt aus der Bademer Kirche und kam nach dem Neubau der dortigen Kirche zwischen 1907 und 1921 nach Wilsecker. In das Antependium ist eine Figur des heiligen Eligius, dem Patron der Bademer Kirche, eingeschnitzt. In der Mittelnische des hölzernen Aufbaus steht eine Figur der schmerzhaften Mutter mit ihrem toten Sohn.
- Über das Gemeindegebiet sind mehrere Wegekreuze verteilt.
- Der Ortskern ist Standort einiger historischer Wohnhäuser und alter Bauernhöfe

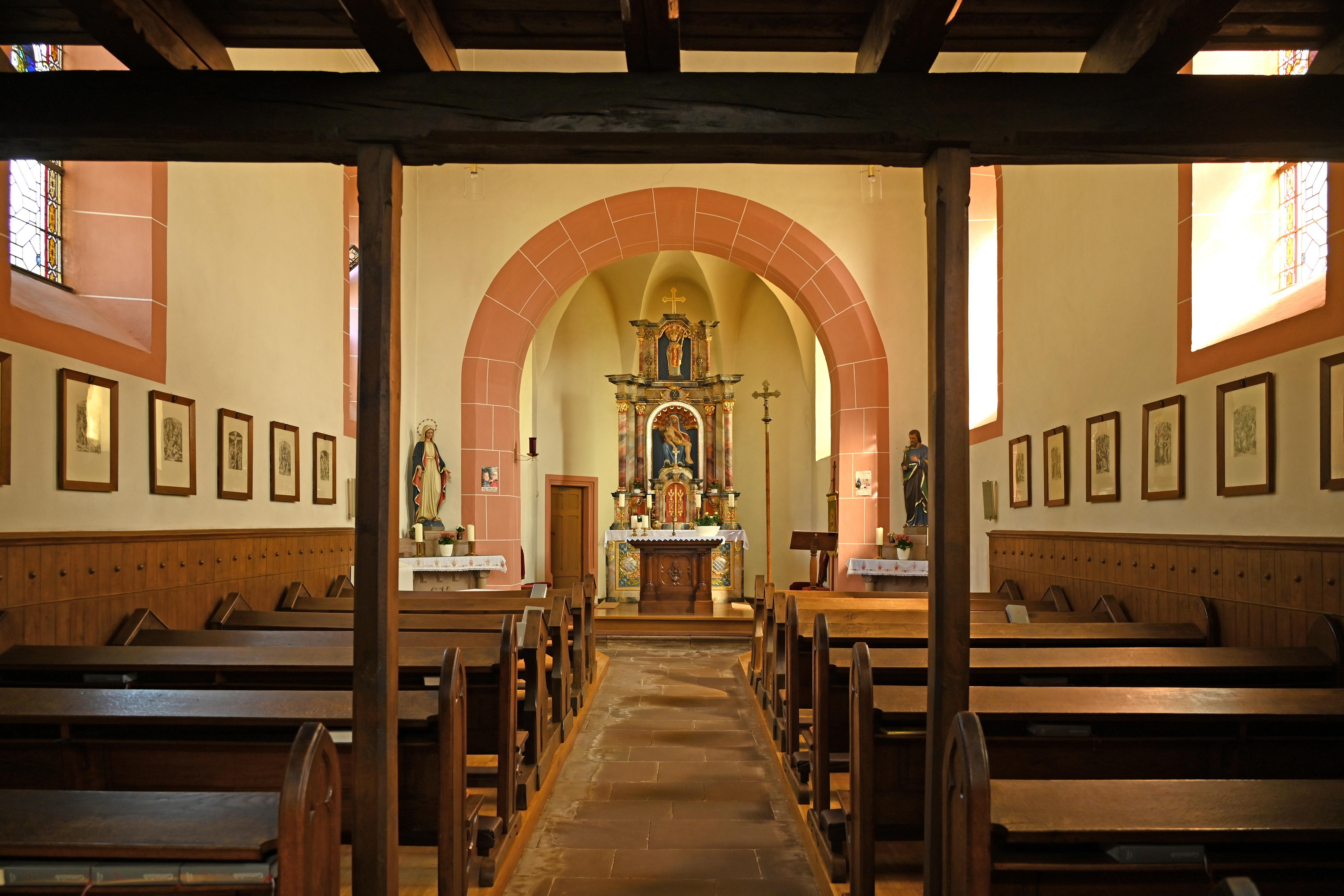
Innenraum
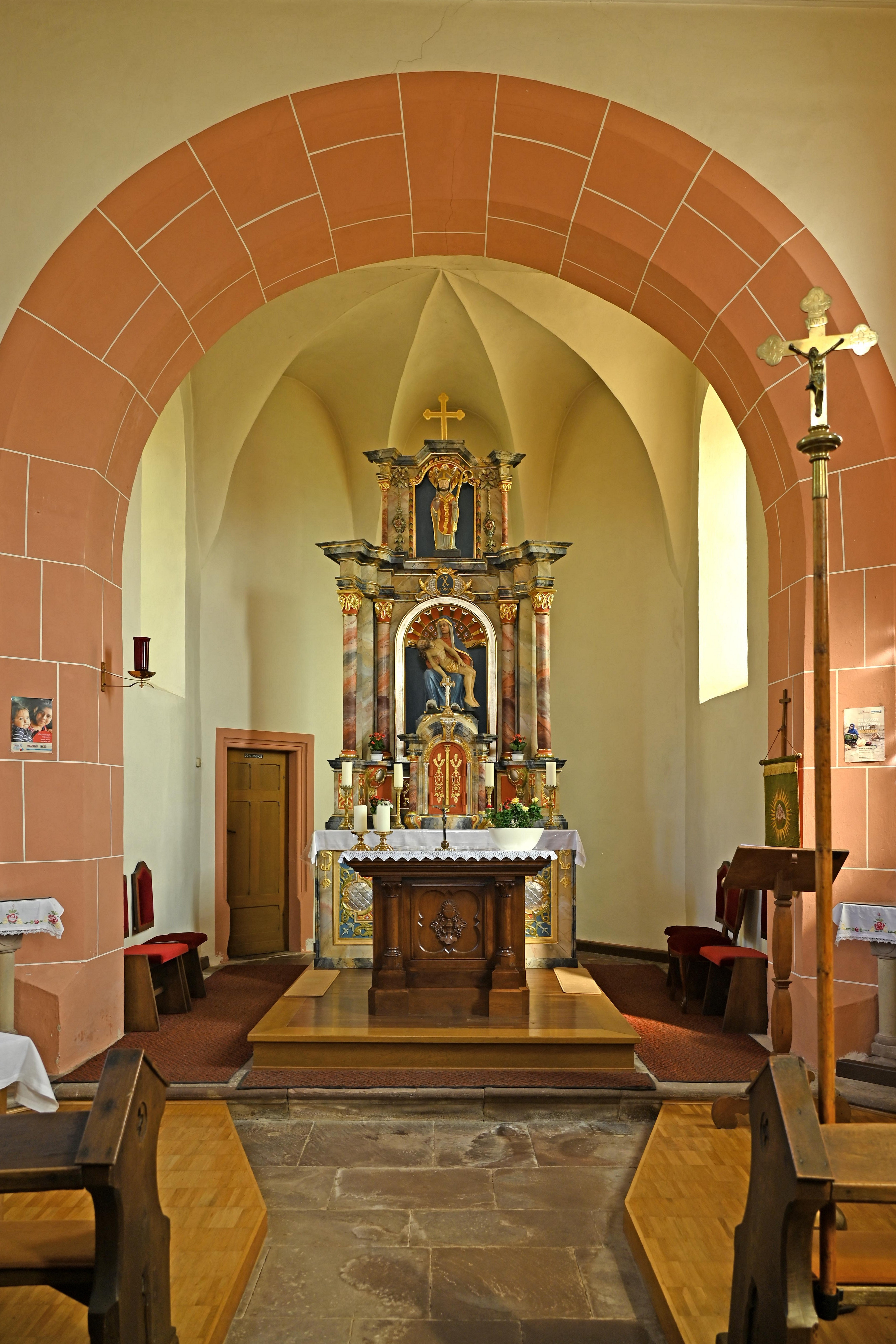
Chor, Hochaltar
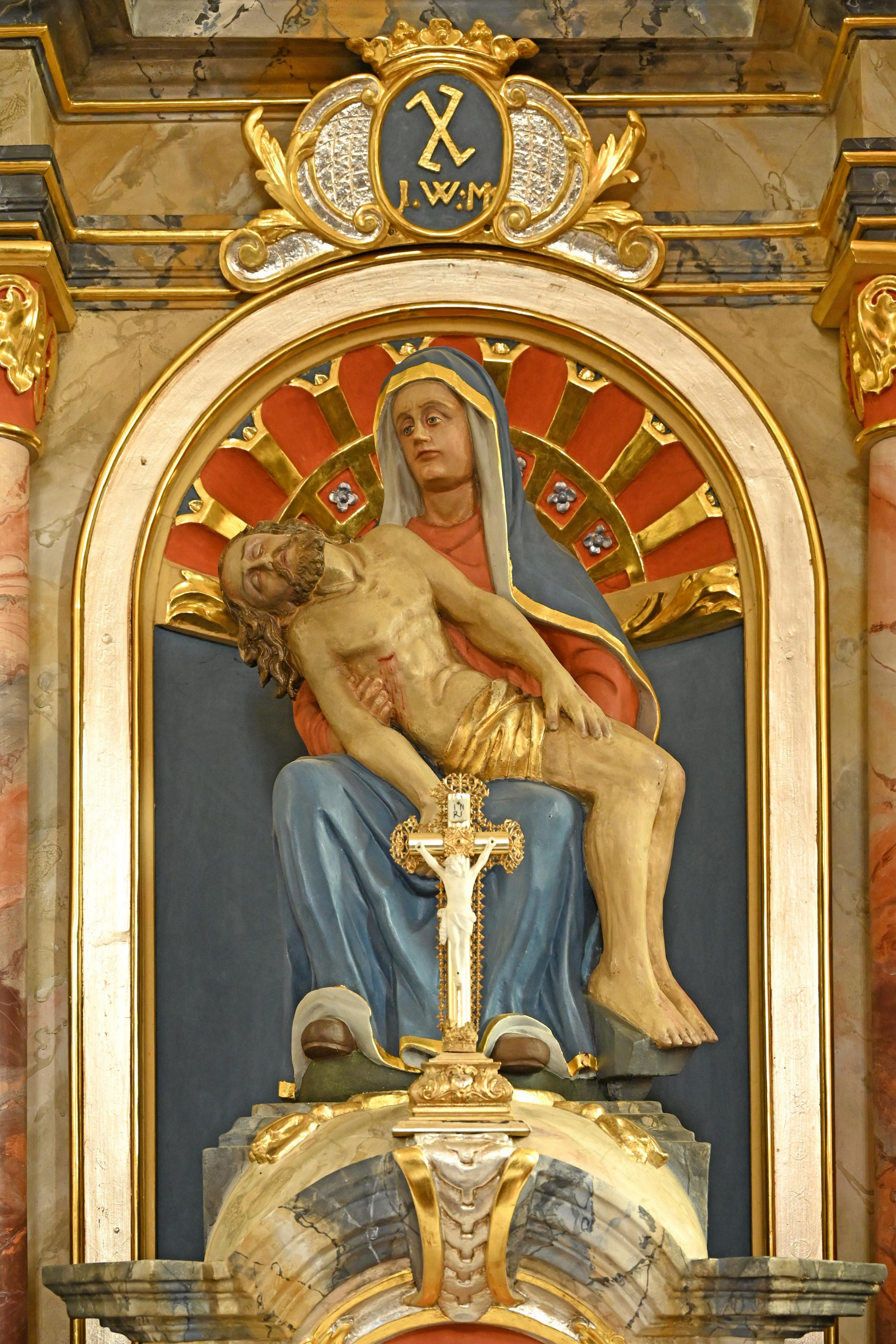
Pietà im Hochaltar
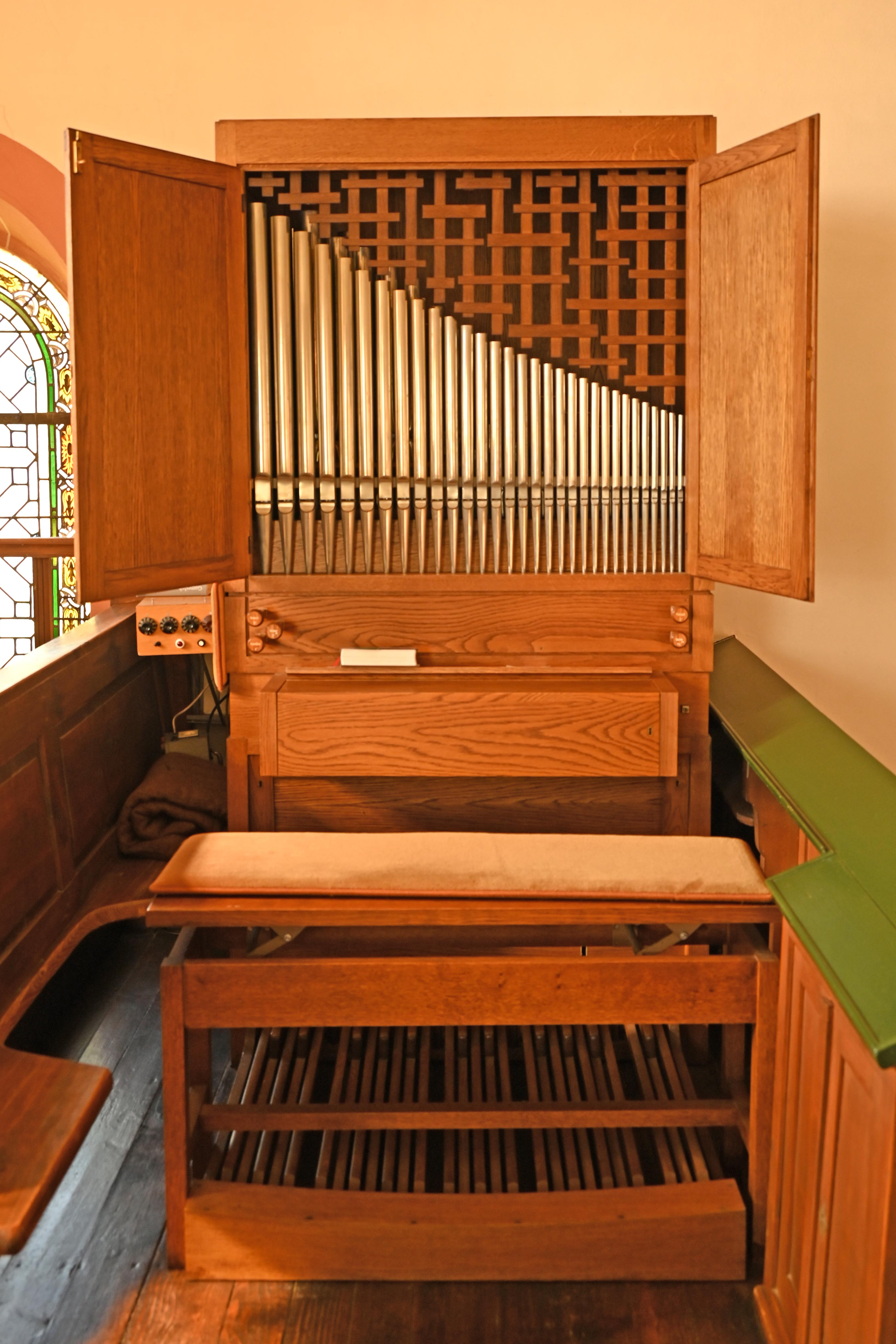
Orgel von 1984
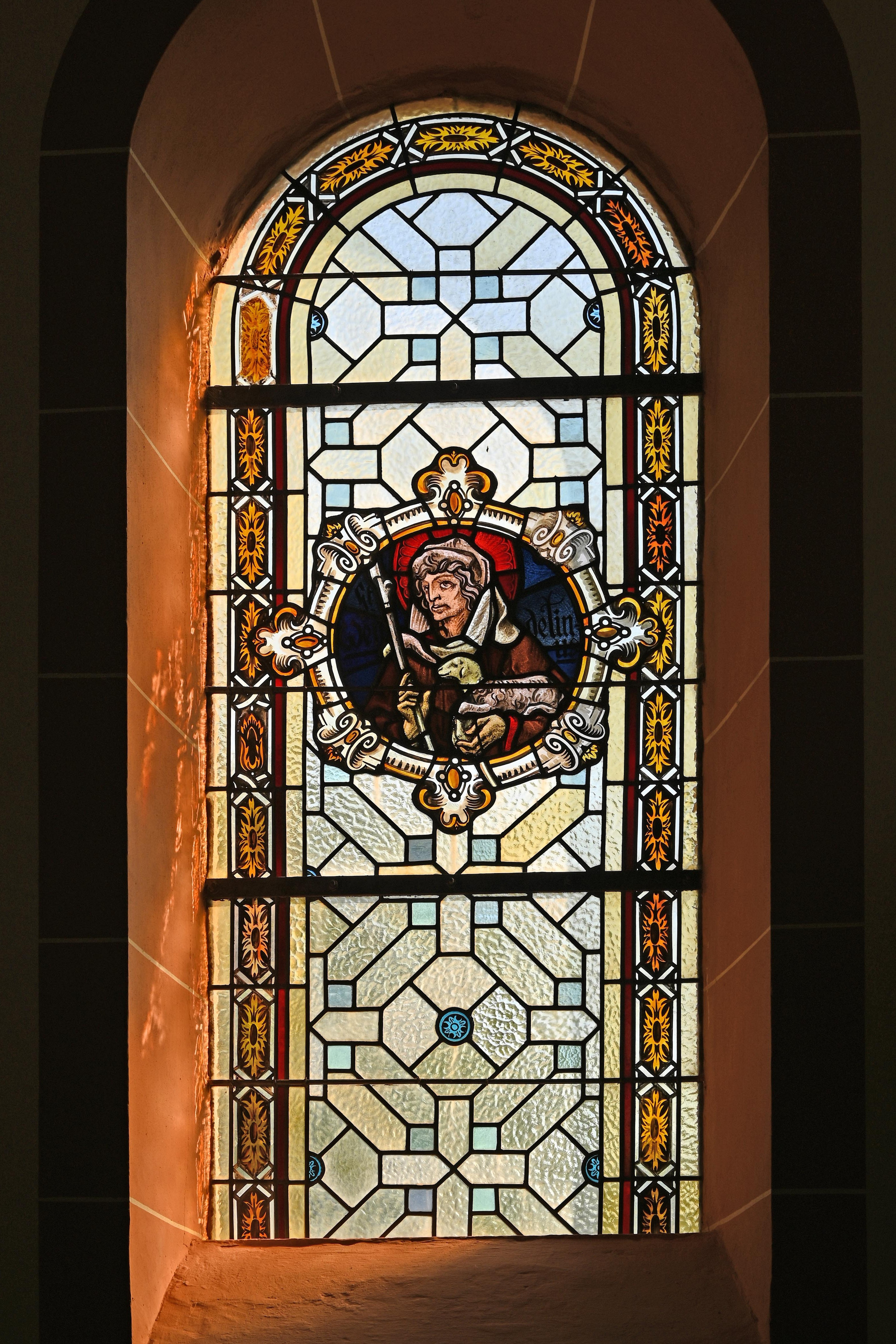
Fenster St. Wendelin
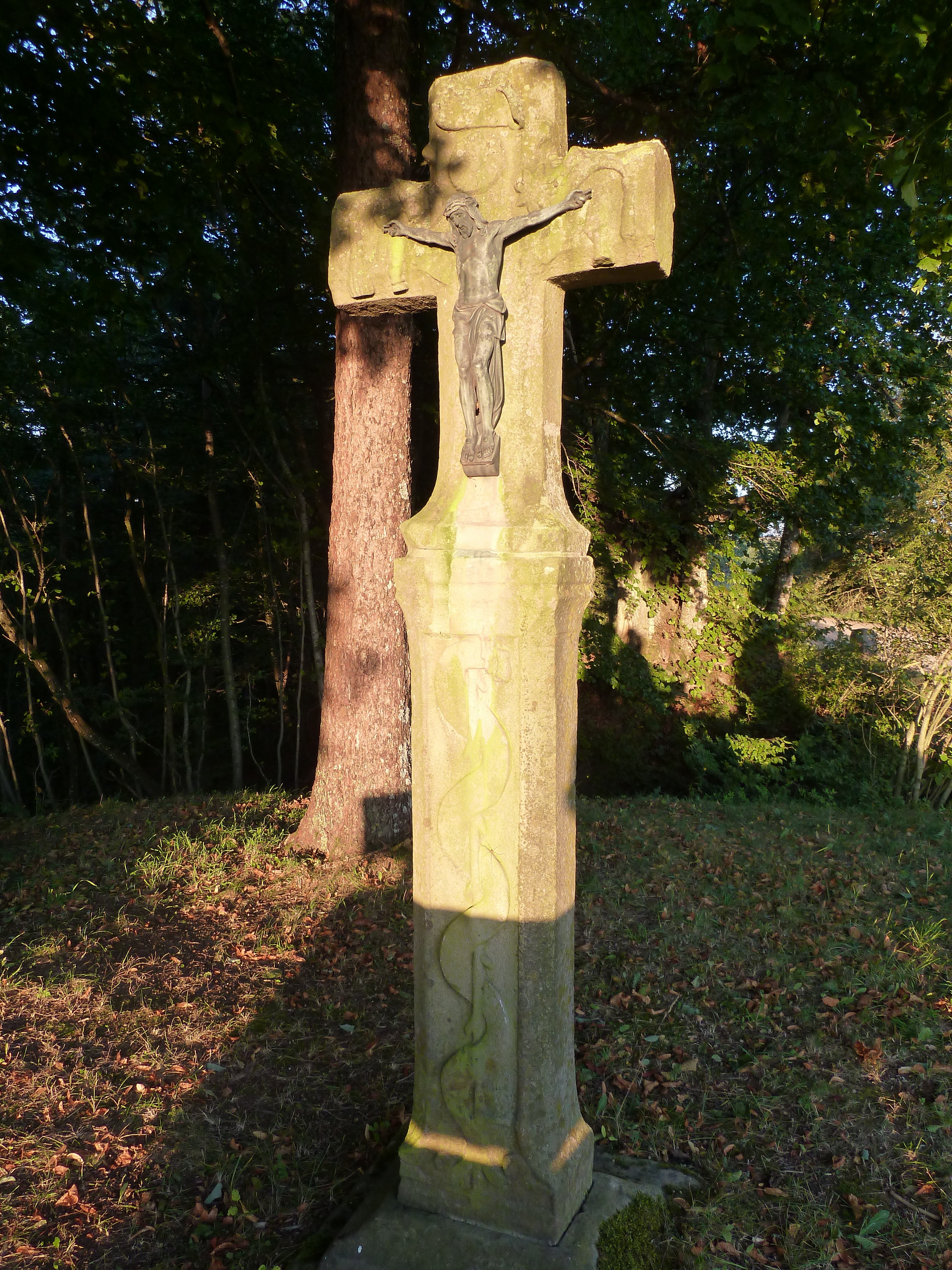
Wegekreuz, Wilsecker Linde
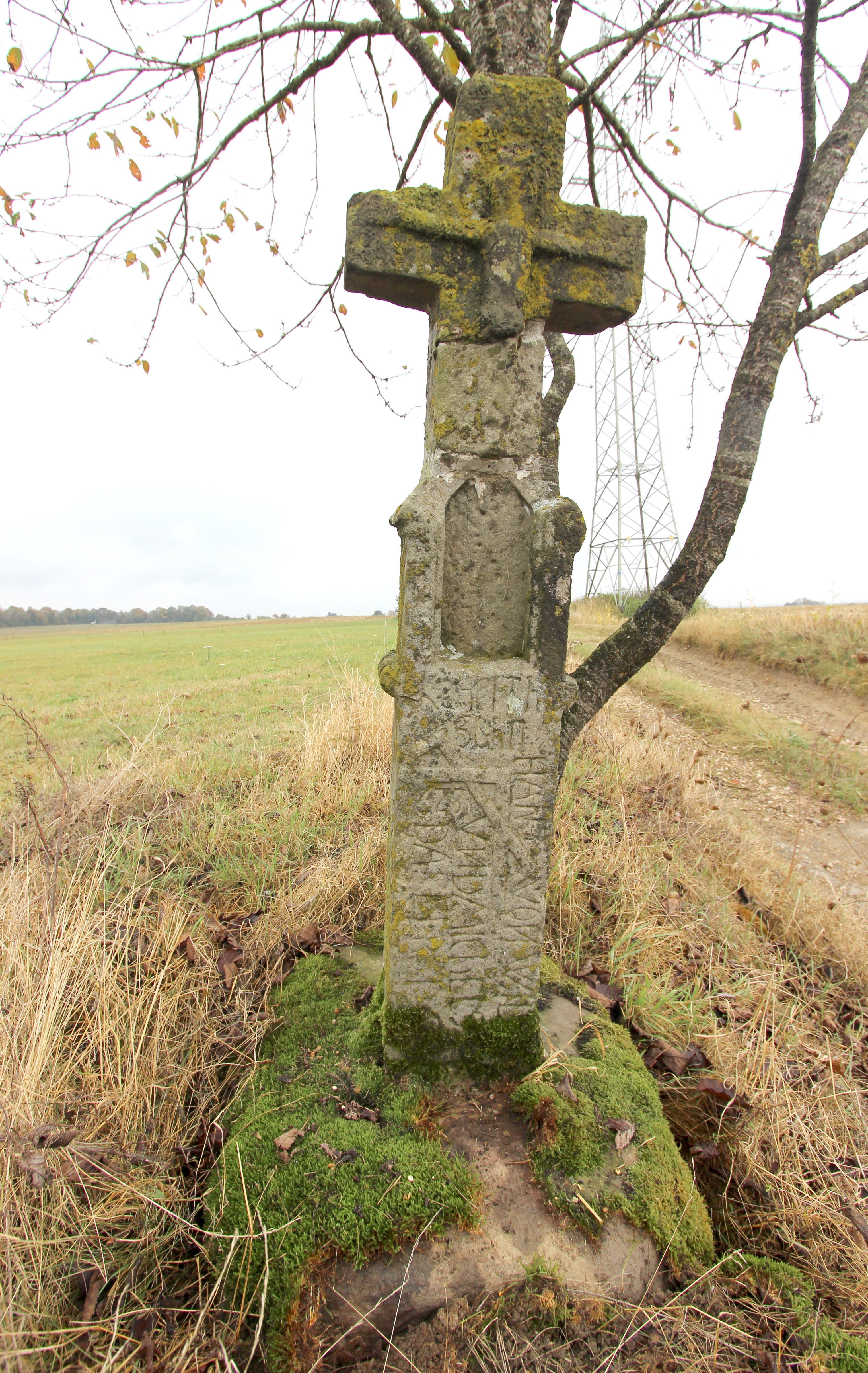
Nischenkreuz (1623)

Siehe auch: Liste der Kulturdenkmäler in Wilsecker

### Grünflächen und Naherholung
- Wilsecker Linde steht nordöstlich vom Ort, Gewann In Kuhnert
- Durch die Ortschaft verlaufen die beiden Hauptwanderwege des Eifelvereins Nr. 4 von Kreuzau (Düren) nach Trier und Nr. 16 von Alf an der Mosel nach Neuerburg. Beide Strecken führen den Wanderer von Kyllburg her kommend nach ca. 2 km auf einem etwas anstrengenden, steilen Weg zum Naturdenkmal „Wilsecker Linde“. Der Kyllburger Wanderweg C2 führt zur Linde und von dort über Etteldorf nach Wilsecker.[13]

Siehe auch: Liste der Naturdenkmale in Wilsecker

### Regelmäßige Veranstaltungen
- Jährliches Kirmes- bzw. Kirchweihfest
- Traditionelles Ratschen oder Klappern am Karfreitag und Karsamstag
- Hüttenbrennen am ersten Wochenende nach Aschermittwoch (sogenannter Scheef-Sonntag)[14][15]

## Wirtschaft und Infrastruktur
Bei Wilsecker überquert die Bundesautobahn 60 die Kyll. Die Kylltalbrücke hat eine Gesamtlänge von 645 m und eine Höhe von 93 m über Grund. Die Spannweite beträgt 223 m, damit ist die Brücke die größte Spannbetonbogenbrücke in Deutschland.
Siehe auch: Wilsecker-Tunnel